# Такада Юдзі
Юдзі Такада (яп. 高田 裕司; нар. 17 лютого 1954, Ота, префектура Ґумма, регіон Канто) — японський борець вільного стилю, бронзовий призер та чотириразовий переможець чемпіонатів світу, чемпіон та срібний призер Азійських ігор, срібний призер Кубку світу, бронзовий призер та чемпіон Олімпійських ігор. 2005 включений до Всесвітньої Зали слави Міжнародної федерації об'єднаних стилів боротьби (FILA).

## Спортивні результати на міжнародних змаганнях

### Виступи на Олімпіадах
| Змагання                    | Збірна | Вагова категорія          | Місце  |
| --------------------------- | ------ | ------------------------- | ------ |
| Літні Олімпійські ігри 1976 | Японія | вільна боротьба, до 52 кг | Золото |
| Літні Олімпійські ігри 1984 | Японія | вільна боротьба, до 52 кг | Бронза |

### Виступи на Чемпіонатах світу
| Змагання                        | Збірна | Вагова категорія          | Місце  |
| ------------------------------- | ------ | ------------------------- | ------ |
| Чемпіонат світу з боротьби 1973 | Японія | вільна боротьба, до 52 кг | Бронза |
| Чемпіонат світу з боротьби 1974 | Японія | вільна боротьба, до 52 кг | Золото |
| Чемпіонат світу з боротьби 1975 | Японія | вільна боротьба, до 52 кг | Золото |
| Чемпіонат світу з боротьби 1977 | Японія | вільна боротьба, до 52 кг | Золото |
| Чемпіонат світу з боротьби 1978 | Японія | вільна боротьба, до 52 кг | 5      |
| Чемпіонат світу з боротьби 1979 | Японія | вільна боротьба, до 52 кг | Золото |
| Чемпіонат світу з боротьби 1990 | Японія | вільна боротьба, до 52 кг | 8      |

### Виступи на Азійських іграх
| Азійські ігри 1974 | Японія | вільна боротьба, до 52 кг | Срібло |
| Азійські ігри 1978 | Японія | вільна боротьба, до 52 кг | Золото |

### Виступи на Кубках світу
| Змагання                    | Збірна | Вагова категорія          | Місце  |
| --------------------------- | ------ | ------------------------- | ------ |
| Кубок світу з боротьби 1973 | Японія | вільна боротьба, до 52 кг | Срібло |